# Rudolph Fittig
Rudolf Fittig (Hamburgo, 1835-Estrasburgo, 1910) fue un químico alemán.

## Biografía
Nacido en Hamburgo el 6 de diciembre de 1835, estudió Química en Gotinga, donde llegaría a ser asistente de Friedrich Wöhler, en 1858. Entre 1860 y 1870 ejerció como docente en Gotinga, hasta ser nombrado profesor de Química en la Universidad de Tubinga, en 1876 se trasladaría de nuevo, esta vez a Estrasburgo. Su labor como autor consistió principalmente en reeditar la obra de Wöhler. También realizó investigaciones por su cuenta: descubrió las lactonas, el fenantreno y otros compuestos presentes en el alquitrán de hulla, además de llevar a cabo la síntesis de diversos compuestos orgánicos. Falleció en Estrasburgo en 1910.